# Cody Clark
Pour les articles homonymes, voir Clark.
Douglas Cody Clark (né le 14 septembre 1981 à Fayetteville, Arkansas, États-Unis) est un receveur de baseball qui a joué avec les Astros de Houston en Ligue majeure de baseball en 2013. Il fait depuis 2014 partie du personnel d'instructeurs des Royals de Kansas City.

## Carrière
Joueur de baseball à l'école secondaire, Cody Clark, d'abord drafté par les Blue Jays de Toronto au 48e tour de la séance de repêchage amateur de juin 2000. Il repousse l'offre et rejoint les Shockers de l'Université d'État de Wichita, puis signe avec les Rangers du Texas, qui le choisissent au 11e tour de sélection en juin 2003.
Avant d'atteindre le baseball majeur à l'âge de 31 ans, Clark évolue 11 saisons dans les ligues mineures. Le receveur joue avec des clubs affiliés aux Rangers du Texas (2003-2005), aux Braves d'Atlanta (2006), aux Royals de Kansas City (2007-2012) puis aux Astros de Houston (2013). Il envisage la retraite à plusieurs reprises : en 2008, après avoir été relégué en Double-A par les Royals, puis après avoir quitté cette organisation en 2012.
C'est avec les Astros qu'il joue son premier match dans les majeures le 23 août 2013, trois semaines avant ses 32 ans. Il entre en jeu comme frappeur suppléant pour Jason Castro contre les Blue Jays de Toronto puis amorce deux jours plus tard, encore contre Toronto, son premier match à la position de receveur. Il réussit son premier coup sûr dans le baseball majeur contre Jason Vargas, lanceur des Angels de Los Angeles, le 13 septembre 2013. Clark dispute 16 matchs pour Houston, réussit 4 coups sûrs dont un double et marque un point.
Clark prend sa retraite sportive après la saison de baseball 2013. Il retourne dans l'organisation des Royals de Kansas City, qui l'engagent comme coordonnateur de l'arbitrage vidéo pour la saison 2014 et comme receveur dans l'enclos de lanceurs de relève de l'équipe.
Son père, Doug Clark, a joué dans les ligues mineures pour des clubs affiliés aux Cardinals de Saint-Louis de 1971 à 1974, puis un club-école des Royals de Kansas City en 1975, avant de mettre fin à sa carrière de joueur après avoir été libéré par les Athletics d'Oakland au camp d'entraînement de 1976.